# Susana Villegas Arroyo
Susana Villegas (La Paz, Bolivia 1975) es una artista, ilustradora y modeladora 3D boliviana. Considerada entre las más destacadas ilustradoras contemporáneas en su país.

## Biografía
Susana Villegas Arroyo, nació en la ciudad de La Paz, Bolivia en 1975, estudió en el colegio "6 de Junio" de esa misma ciudad. Entre 1995 y 1999, cursó estudios superiores en artes en la Academia Nacional de  Bellas Artes "Hernando Siles".

## Trayectoria
Susana Villegas se tituló en la Academia Nacional de  Bellas Artes "Hernando Siles" con especialidad en pintura.
Fue responsable del suplemento de historieta boliviana Bang! e ilustradora en los matutinos Presencia y Última Hora entre los años 2000 y 2001. Fue colaboradora de la revista Crash!! 2002-2006. 
El año 2003 fue invitada en el Primer Festival Internacional de Cómic realizado en la ciudad de La Paz 2003.
Junto a David Criado, Villegas fue responsable de la adaptación a comic de American Visa, película dirigida por Juan Carlos Valdivia Galdo y basada en la novela de Juan de Recacoechea, comic presentado el 8 de 2005.
Fue parte del colectivo que editó el libro La Fiesta Pagana, 2008; y fue partícipe en la realización del corto animado Abuela Grillo, 2009.

## Obra
- De Humanos y otros Animales[7]
- Periférica Boulevard, adaptación a Novela gráfica.[8][9]
- American Visa, adaptación a cómic.[3]

## Distinciones
- Gran Premio en el Primer Salón de Artes Plásticas "6 de Marzo" (Bolivia, 2001)[4]
- Premio Geraldao (Brasil, 2011).